# فینال جام اتحادیه فوتبال انگلستان ۲۰۱۶
فینال جام اتحادیه فوتبال انگلستان ۲۰۱۶ (انگلیسی: 2016 Football League Cup Final) پنجاه و ششمین فینال مسابقات جام اتحادیه است که در روز یکشنبه ۲۸ فوریه ۲۰۱۶، مابین دو تیم لیورپول و منچسترسیتی در ورزشگاه ومبلی لندن برگزار شد. این بازی در پایان وقت معمول با نتیجه ۱–۱ مساوی خاتمه یافت و پس از تساوی در وقت اضافه، تیم منچستر سیتی در ضربات پنالتی با نتیجه ۳–۱ موفق به شکست حریف خود و فتح عنوان قهرمانی این پیکارها شد. این قهرمانی چهارمین عنوان باشگاه فوتبال منچستر سیتی در جام اتحادیه محسوب می‌شود.

## پیش زمینه
لیورپول تاکنون ۱۲ بار در فینال این مسابقات حضور داشته‌است که با ۸ عنوان قهرمانی رکورددار تعداد قهرمانی در این پیکارها است. واپسین حضور لیورپول در فینال این مسابقات در سال ۲۰۱۲ بود که در آن بازی پس از تساوی ۲–۲ مقابل کاردیف سیتی توانست در ضربات پنالتی موفق به شکست حریف خود شود.
تیم منچسترسیتی نیز تاکنون چهار بار در فینال این بازی‌ها حضور داشته‌است که حاصل آن ۳ عنوان قهرمانی و یک دومی در این رقابت‌ها بوده‌است. واپسین حضور آنان در فینال جام اتحادیه به سال ۲۰۱۴ بازمی‌گردد که توانستند با شکست ۳–۱ ساندرلند قهرمان این پیکارها شوند.

## مسیر فینال

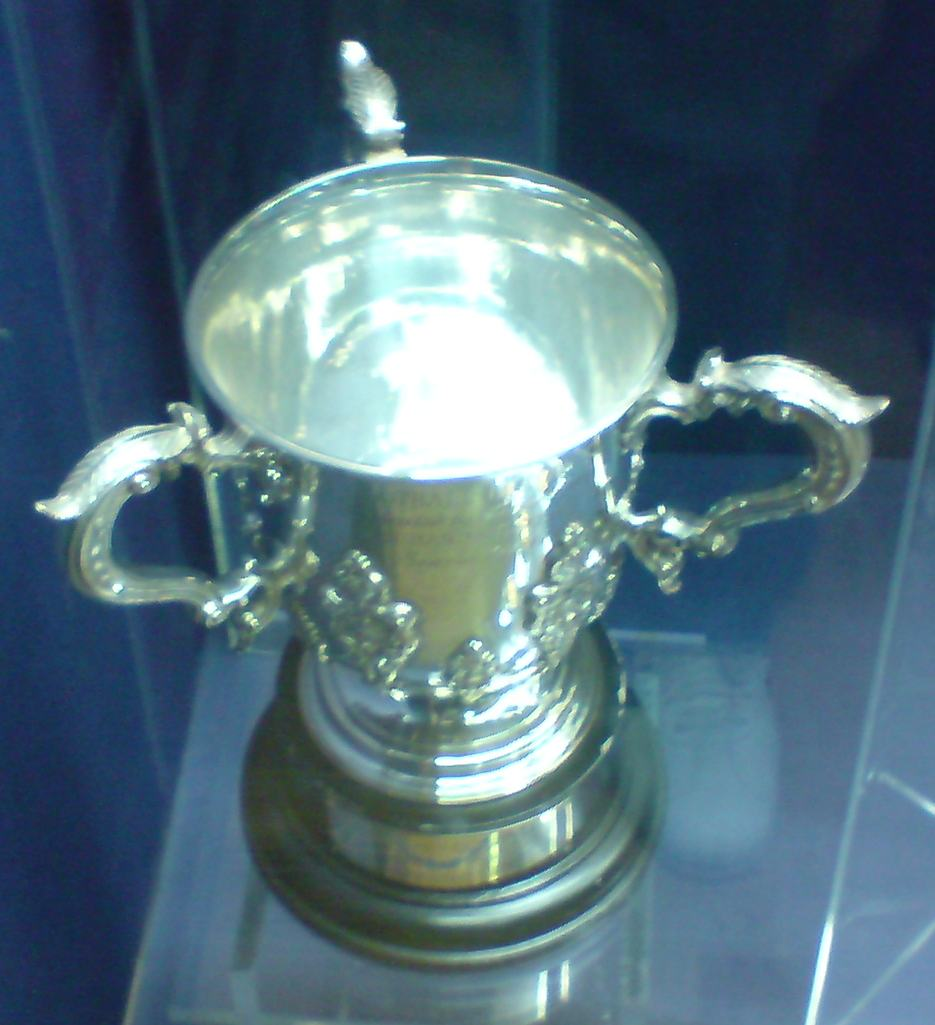
کاپ قهرمانی جام اتحادیه.

دو تیم لیورپول و منچستر سیتی در میان ۹۲ تیم حاضر در این پیکارها توانستند در مراحل مختلف با پشت سر گذاشتن رقبای خود به فینال این بازی‌ها راه یابند. بهترین نتیجه لیورپول پیش از فینال در مرحله یک‌چهارم نهایی با برد ۶ بر ۱ میزبان خود ساوت‌همپتون به دست آمد. منچستر سیتی نیز با شکست ۵ بر ۱ کریستال پالاس در خانه، بهترین برد خود در این پیکارها را پیش از فینال ثبت کرد.
لیورپول ↓
منچستر سیتی ↓
| حریف            | نتیجه | و. اضافه پنالتی | مرحله            | حریف          | نتیجه | و. اضافه پنالتی |
| کارلایل یونایتد | ۱–۱   | ۳–۲ (پ)         | یک شانزدهم نهایی | ساندرلند      | ۱–۴   |                 |
| بورنموث         | ۱–۰   |                 | یک‌هشتم نهایی     | کریستال پالاس | ۵–۱   |                 |
| ساوت‌همپتون      | ۱–۶   |                 | یک‌چهارم نهایی    | هال سیتی      | ۴–۱   |                 |
| استوک سیتی      | ۰–۱   |                 | نیمه‌نهایی-رفت    | اورتون        | ۲–۱   |                 |
| استوک سیتی      | ۰–۱   | ۶–۵ (پ)         | نیمه‌نهایی-برگشت  | اورتون        | ۳–۱   |                 |

## اطلاعات بازی
- بر اساس قرعه‌کشی، تیم اول (لیورپول) از شرایط و امتیازات میزبانی در مسابقه فینال برخوردار بود.

| لیورپول                                              | ۱–۱ (و.ا.) | منچستر سیتی                                        |
| ---------------------------------------------------- | ---------- | -------------------------------------------------- |
| فیلیپه کوتینیو ۸۳'                                   | گزارش      | فرناندینیو ۴۹'                                     |
| ضربات پنالتی                                         |            |                                                    |
| امره جان · لوکاس لیوا · فیلیپه کوتینیو · آدام لالانا | ۱–۳        | فرناندینیو · خسوس ناواس · سرخیو آگوئرو · یحیی توره |

| لیورپول | منچسترسیتی |